# Cafe Kies

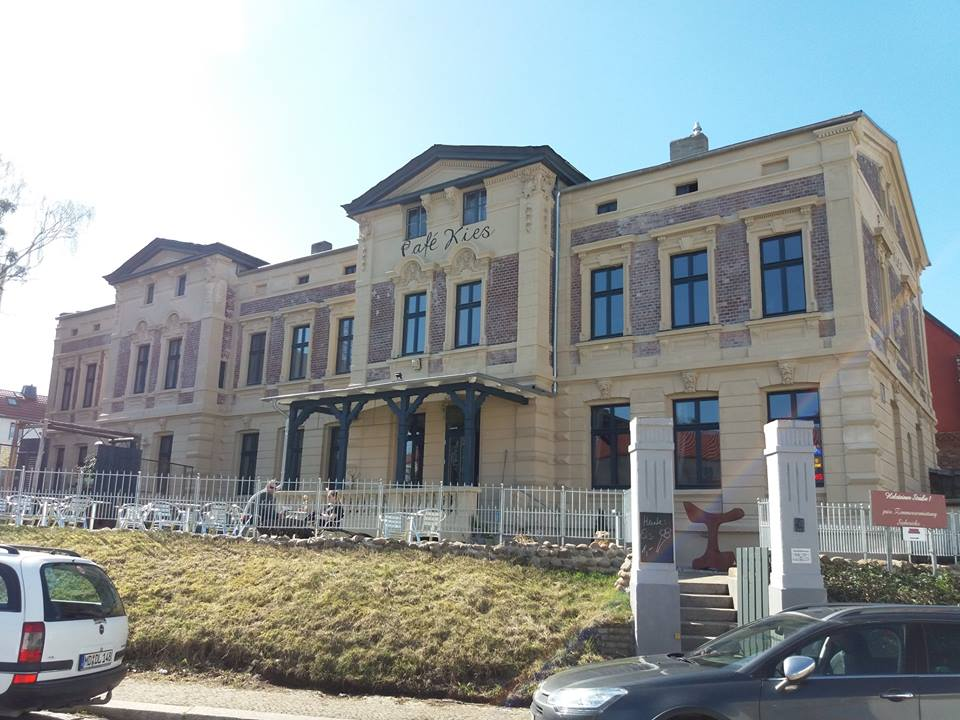
Café Kies, 2018

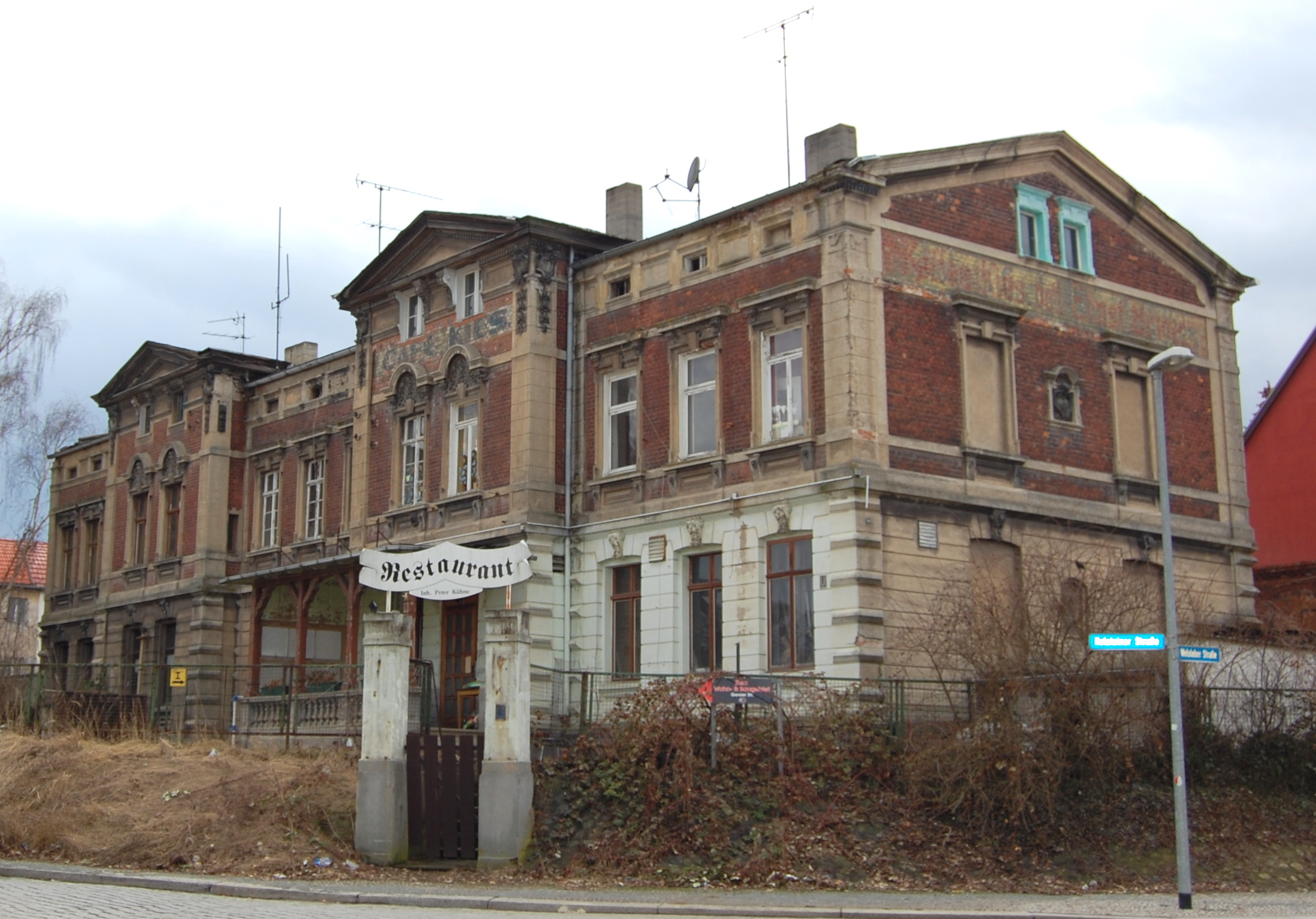
Cafe Kies, Blick von Nordosten, 2010

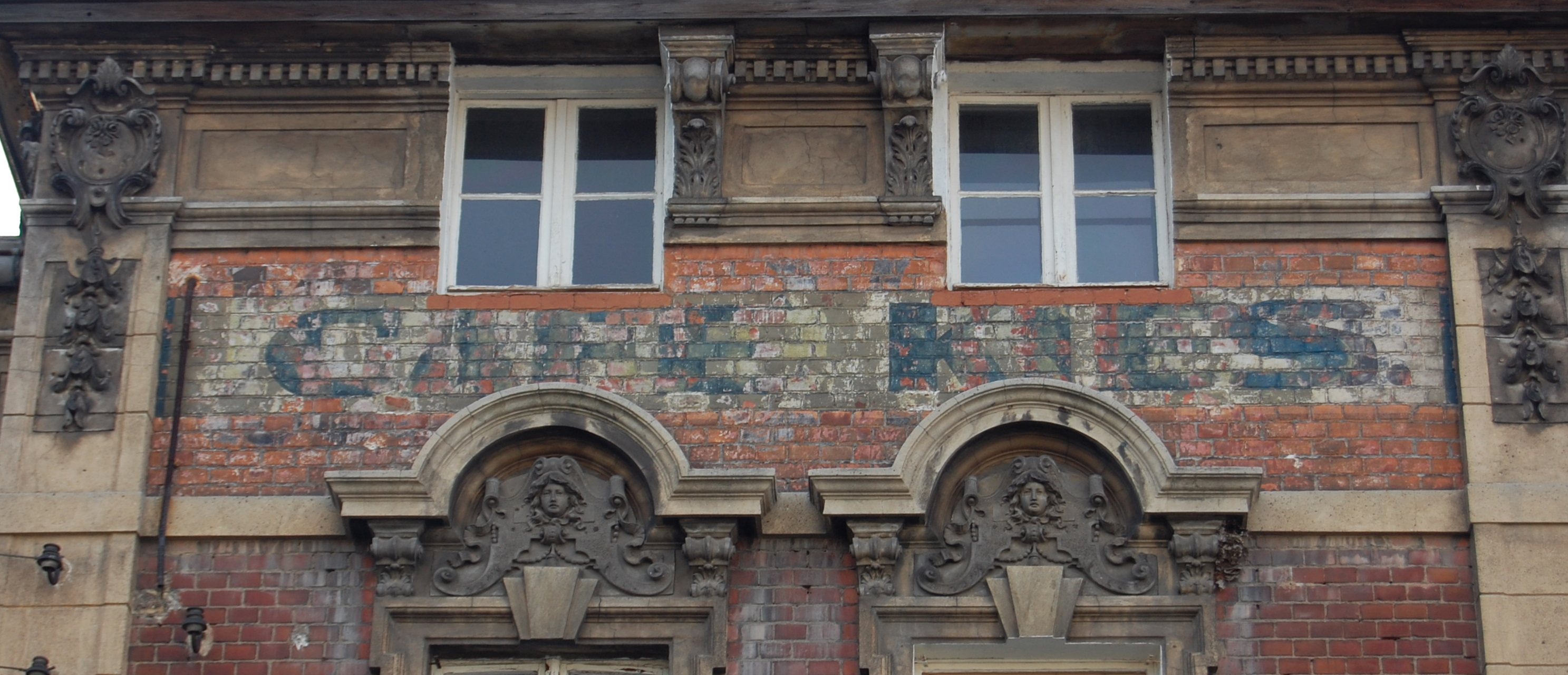
Schriftzug CAFE KIES., Aufnahme 2010

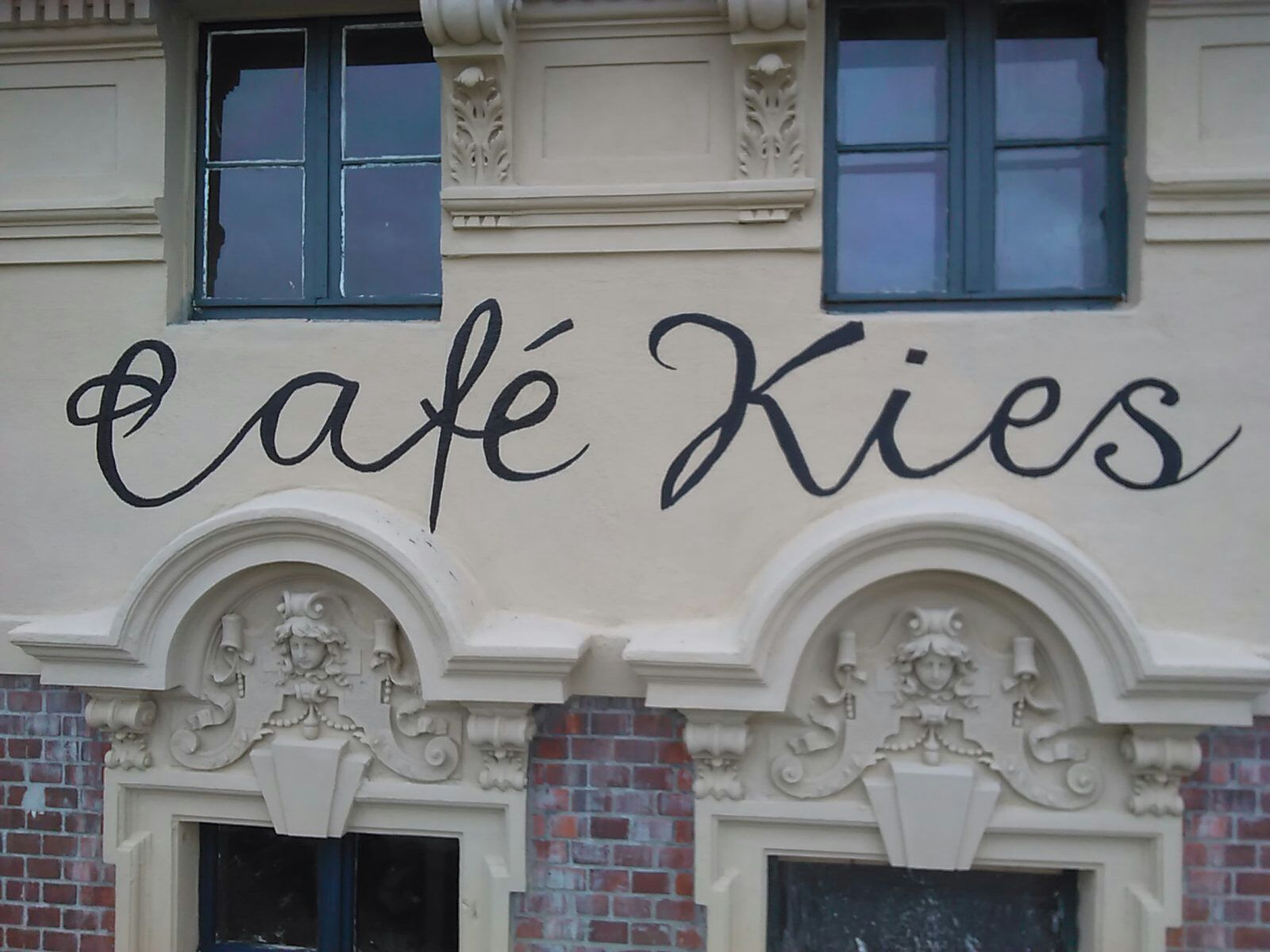
Schriftzug nach der Sanierung

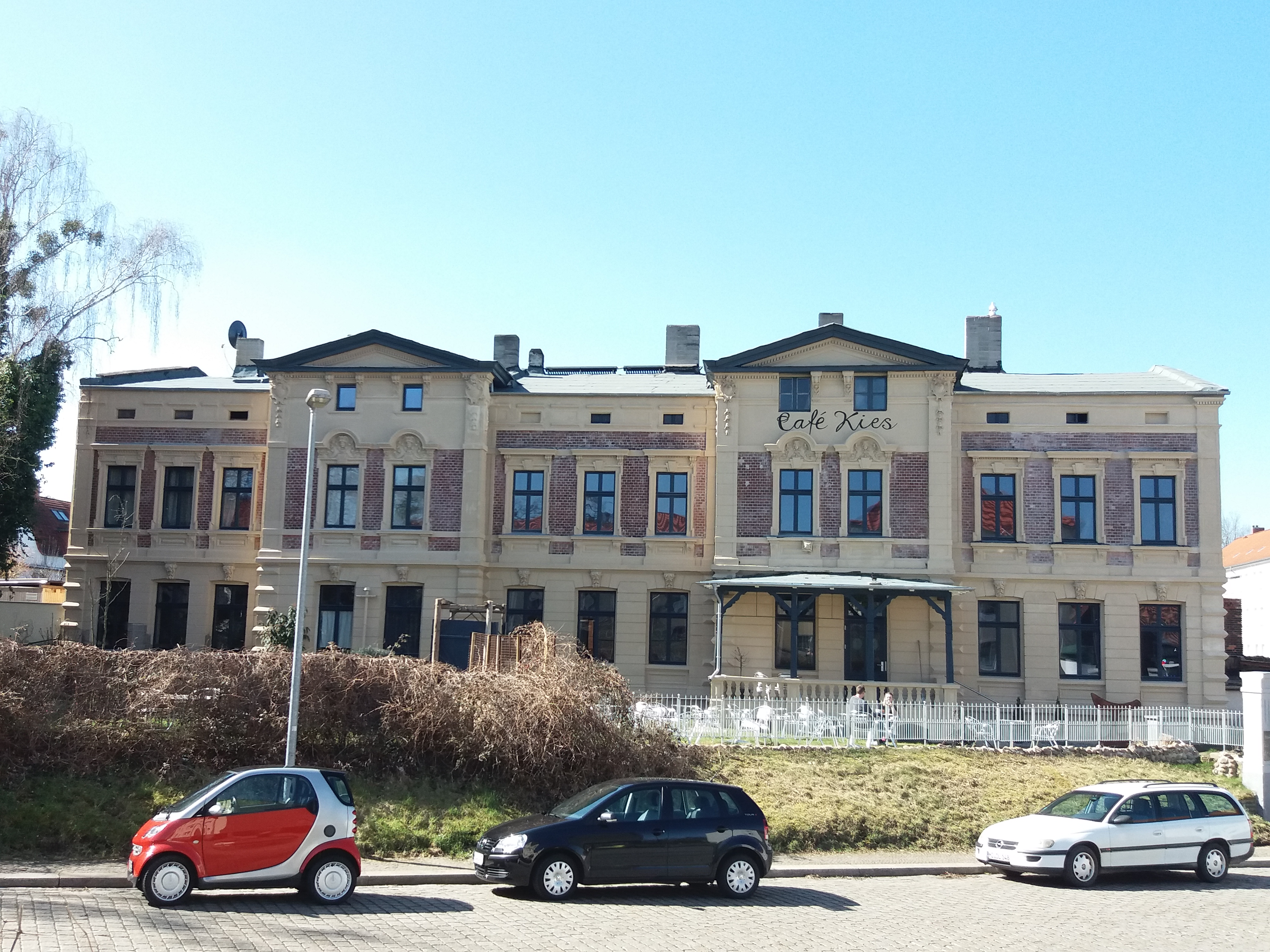
Blick von Osten, 2018

Das Cafe Kies ist ein denkmalgeschütztes Gebäude im Magdeburger Stadtteil Westerhüsen.

## Architektur und Geschichte
Das Gebäude steht an der Adresse Holsteiner Straße 1 an der platzartigen Erweiterung der Einmündung der Holsteiner Straße auf die Welsleber Straße. Es wurde 1894 von Andreas Meinecke in der damaligen Feldstraße gebaut und weist Elemente des Eklektizismus, der Neorenaissance und des Neobarock auf. Das Gebäude entstand aus Originalbauteilen des alten Stationsgebäudes des benachbarten Bahnhof Magdeburg Südost von 1868 und stellte einen weitgehenden Wiederaufbau dieses Gebäudes dar. Der zweigeschossige Ziegelbau diente als Wohnhaus mit schon herrschaftlichem Erscheinungsbild. Lange Zeit wurde das Gebäude auch gastronomisch genutzt. Am 8. Mai 1905 eröffnete Andreas Meinecke im Gebäude eine Gaststätte, nach dem ein entsprechender Plan seit dem 31. Januar 1905 bestand. Da er auch Eigentümer einer in der Nähe befindlichen Kiesgrube war, wurde er in Westerhüsen Kiesmeinecke genannt, woraus sich der Name Cafe Kies ergab, der noch in verwitterten Buchstaben unterhalb des nördlichen Frontgiebels der Ostseite zu lesen ist. 
Im Jahr 1906 erhielt das Gebäude einen Risalit. An der Südseite wurde zugleich ein Flügel angebaut. Seitdem handelt es sich um ein Doppelhaus. Die beiden Hälften sind symmetrisch zueinander und verfügen jeweils über einen Risalit, der von einem flachen Giebel bekrönt ist. 
Im Café Kies fand am 30. Dezember 1920 eine Besprechung zwischen dem Vorstand des Magdeburger Mietervereins und Salbker Mietern statt. Im Ergebnis wurde die Gründung einer Ortsgruppe Südost beschlossen.
Am 22. Februar 2012 wurden bei einer Hausdurchsuchung im Keller des Hauses 400 Cannabis-Pflanzen und zwei Kartons mit bereits geernteten Pflanzenteilen gefunden. Es erfolgte eine vorläufige Festnahme.
Das zumindest bis 2012 noch in Teilen bewohnte Haus stand dann leer und war sanierungsbedürftig. Von 2015 bis 2018 wurde es vollständig saniert. Im Haus werden Zimmer vermietet. Am 11. Februar 2018 eröffnete im Erdgeschoss des Hauses wieder ein Café, welches jedoch nicht mehr besteht. Das Haus wird weiter als Pension betrieben.